# 松恵山邦治
松恵山 邦治（まつえやま くにはる、1929年9月1日 - 2001年8月31日）は、立浪部屋に所属した元力士。本名は柏谷 邦治（かしわだに くにはる）。現在の宮崎県延岡市出身。身長168cm、体重102kg。最高位は東十両17枚目。得意技は右四つ、寄り。

## 来歴
1950年5月場所に初土俵、1955年3月場所に十両昇進。1957年5月場所に廃業した。引退後は故郷に帰ってちゃんこ料理店を開業した。2001年8月31日に死去、71歳没。現在、宮崎県には松恵山の教え子が開いた松恵山相撲道場がある。また、佐渡ヶ嶽部屋に所属している9代尾車（元幕内・琴恵光）は孫であり、この道場の出身者である。

## 主な成績
- 通算成績：137勝104敗41休 勝率.568
- 十両成績：15勝19敗26休 勝率.441
- 現役在位：27場所
- 十両在位：4場所

### 場所別成績
| 1950年 （昭和25年） | x                  | x                        | 新序 4–0                | 東序二段13枚目 11–4 |
| 1951年 （昭和26年） | 西三段目34枚目 8–7 | x                        | 西三段目22枚目 8–6–1    | 東三段目18枚目 10–5 |
| 1952年 （昭和27年） | 東三段目6枚目 4–4  | x                        | 東三段目5枚目 5–3       | 東幕下31枚目 10–5   |
| 1953年 （昭和28年） | 東幕下22枚目 10–5  | 西幕下11枚目 3–2–3       | 東幕下12枚目 4–4        | 西幕下10枚目 5–3    |
| 1954年 （昭和29年） | 西幕下6枚目 4–4    | 西幕下5枚目 4–4          | 東幕下5枚目 3–5         | 西幕下8枚目 6–2     |
| 1955年 （昭和30年） | 西幕下2枚目 5–3    | 東十両21枚目 7–8         | 西十両21枚目 8–7        | 東十両17枚目 0–4–11 |
| 1956年 （昭和31年） | 西幕下4枚目 6–2    | 西十両22枚目 休場 0–0–15 | 西幕下7枚目 休場 0–0–8  | 西幕下25枚目 3–5    |
| 1957年 （昭和32年） | 東幕下27枚目 4–4   | 東幕下26枚目 5–3         | 西幕下19枚目 引退 0–5–3 | x                   |
| 各欄の数字は、「勝ち-負け-休場」を示す。 優勝 引退 休場 十両 幕下 三賞：敢=敢闘賞、殊=殊勲賞、技=技能賞 その他：★=金星 番付階級：幕内 - 十両 - 幕下 - 三段目 - 序二段 - 序ノ口 幕内序列：横綱 - 大関 - 関脇 - 小結 - 前頭（「#数字」は各位内の序列） |                    |                          |                         |                     |

## 改名歴
- 柏谷 邦治（かしわや くにはる）1950年5月場所 - 1952年1月場所
- 松恵山 邦治（まつえやま くにはる）1952年5月場所 - 1957年5月場所